# 御廟山古墳
御廟山古墳（日语：／ Gobyōyamakofun）是位於日本大阪府堺市北區百舌鳥本町的一座前方後圓墳，屬於百舌鳥古墳群，雖然實際的入葬者不明，但是宮內廳則認為是第15代應神天皇的陵墓參考地，稱為百舌鳥陵墓參考地，規模在日本全國排第35位。

## 概要
古墳位於百舌鳥古墳的中央部分，大仙陵古墳則位於其東南面。墳丘長約203米，在百舌鳥古墳群中次於大仙陵古墳、上石津御陵古墳和土師御陵古墳，排第4位。墳丘由3層組成，南面建有造出。根據考古調查，古墳過去曾經建有雙重周壕，亦有數座陪葬墓，但是現存的只剩餘萬代山古墳。
1901年，古墳經指定為陵墓參考地，原因可能是古墳為應神天皇初次下葬的地方或是仁德天皇後宮的陵墓。
2008年，由於墳丘部分出現剝落而進行了修復工程，並且撤去倒塌了樹木，同年11月28日，宮內廳與堺市在各自的管轄範圍進行了考古調查，並且在同月29和30日對外開放，調查發現原本約186米長的墳丘，實際達約200米，並且得知在江戶時代前期時環濠曾經作為灌溉農地，當時環濠因此進行了擴闊，墳丘一部分也因而削除。

## 規模
古墳的規模如下。
- 墳丘長：203米
- 後圓部分直徑：113米
- 前方部分闊度：136米

## 外部連結
- 御廟山古墳 （页面存档备份，存于）